# Trest smrti ve Španělsku

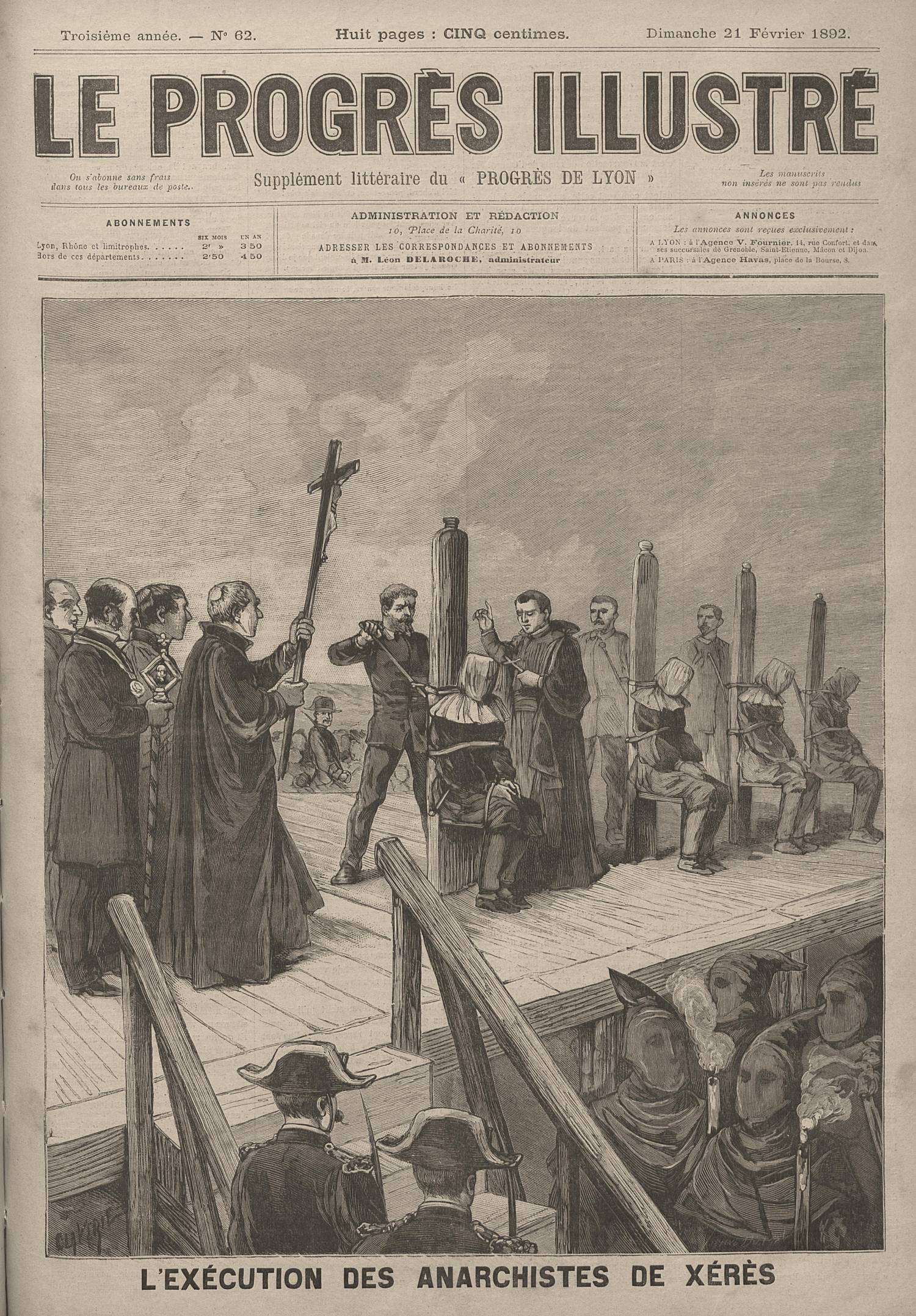
Poprava garotou anarchistů v Jerez de la Frontera v roce 1892

Trest smrti ve Španělsku zrušila španělská ústava z roku 1978. Zcela zrušen byl trest smrti v říjnu 1995, a to včetně trestných činů v době války.
Poslední popravy byly ve Španělsku vykonány dne 27. září 1975. Tehdy bylo zastřeleno popravčí četou pět členů ETA a Revoluční antifašistické vlastenecké fronty (FRAP). Odsouzeni byli v silně zmedializovaném procesu. Během něho dostala řada odsouzených, včetně těhotné ženy, milost od generála Francisca Franca. Rozsudky zbývajících pěti byly kvůli nedostupnosti katů zběhlých v používání garoty vykonány zastřelením popravčí četou. Naposledy bylo uškrcení garotou použito k popravě v roce 1974, kdy byl v Barceloně popraven Salvador Puig Antich a v Tarragoně Heinz Chez.

## Historie
Trest smrti byl ve Španělském království běžně používaným trestem a zejména v případě šlechty se často používala dekapitace. V roce 1820 nahradil španělský král Ferdinand VII. všechny ostatní metody popravy uškrcením garotou, která se od té doby používala v téměř všech případech. Trest smrti byl zrušen Druhou Španělskou republikou v roce 1932, ale o dva roky později byl uprostřed společenských a politických zmatků obnoven za několik trestných činů, včetně vraždy.

### Éra Francisca Franca
Trest smrti ve frankistickém Španělsku byl plně obnoven na základě výnosu z roku 1938. Od roku 1940 do roku 1975 bylo zaznamenáno 165 vykonaných poprav, ačkoliv přesná čísla z období po španělské občanské válce nejsou přesná. Podle jednoho odhadu bylo pouze v Barceloně do roku 1952 hlášeno nejméně 1 706 poprav. Mezi nejvýznamnější lidi popravené v tomto období patří Lluiís Companys.
S upevňování Francova režimu se trest smrti používal méně. V letech 1950 až 1959 bylo popraveno 58 lidí (včetně dvou žen) garotou a 9 lidí zastřeleno popravčí četou. V 60. letech 20. století klesl počet poprav na šest (po dvou lidech bylo popraveno v roce 1960, 1963 a 1966). Ve Španělsku tak bylo v daném období vykonáno méně poprav než v sousední Francii. Některé ze španělských poprav však byly považovány za politické. Po vlně kritiky následovalo šestileté moratorium, které bylo zrušeno, když byl Pedro Martínez Exposito v roce 1972 zastřelen za vraždu a loupež. Posledních pět rozsudků smrti bylo vykonáno současně v Madridu, Barceloně a Burgosu dne 27. září 1975. Následují den švédský premiér Olof Palme označil španělský režim jako „režim ďábelských vrahů“.